# Trương Mỹ Lan
Dans ce nom vietnamien, le nom de famille, Trương, précède le nom personnel Mỹ Lan.
Pour les articles homonymes, voir Truong.
Trương Mỹ Lan est une femme d'affaires vietnamienne. Fondatrice du groupe de développement immobilier Vạn Thịnh Phát, elle a été condamnée à la peine de mort en 2024 pour détournement de fonds, corruption et violation de la réglementation bancaire,,.

## Biographie

### Origine et Jeunesse
Née le 13 octobre 1956 à Saigon , au sud du Vietnam, Trương Mỹ Lan est originaire de Shantou[réf. souhaitée].

### Carrière
En 1992, Truong My Lan fonde Van Thinh Phat, une société immobilière d'immeubles résidentiels de luxe, de bureaux, d'hôtels et de centres commerciaux  et de services financiers. À partir de 2012 jusqu'en 2022, elle été à la tête de Sai Gon Joint Stock Commercial Bank , la plus grande banque du Vietnam en termes d'actifs à Hô Chi Minh-Ville,,.

### Scandale, arrestation et condamnation
En octobre 2022, elle est arrêtée pour avoir falsifié des demandes de prêt afin de détourner plus de 25 milliards de dollars de la Saigon Joint Stock Commercial Bank, qu'elle contrôlait par l'intermédiaire de plus de deux douzaines d'intermédiaires. Cela provoque une panique bancaire.
En mars 2024, le procès pour détournement de fonds, corruption et violation de la réglementation bancaire s'ouvre devant le tribunal populaire de Hô Chi Minh-Ville. Il est considéré comme le plus grand scandale de corruption de l'histoire de l'Asie du Sud-Est.
Le 11 avril 2024, Truong My Lan est condamnée à mort pour détournement de fonds. Tous les autres accusés sont également reconnus coupables et condamnés à des peines allant de trois ans à la réclusion à perpétuité,,.
Le 17 octobre 2024, Un tribunal vietnamien condamne Trương Mỹ Lan, à la prison à vie pour fraude, en plus de la peine de mort, que Lan Trương Mỹ avait reçue en avril 2024, pour détournement de fonds.